# Japan Sumo Association
La Japan Sumo Association (JSA) – in giapponese Nihon Sumō Kyōkai (日本相撲協会?) (NSK), comunemente abbreviato in Sumō Kyōkai (相撲協会?) –   è l'ente che in Giappone gestisce e controlla il mondo del sumo professionistico (大相撲?, ōzumō) sotto la giurisdizione del Ministero giapponese dell'Istruzione, della Cultura, dello Sport, Scienza e Tecnologia (MEXT).
Concretamente, l'associazione mantiene e sviluppa le tradizioni e l'integrità del sumo organizzando tornei e tour. Gli scopi dell'associazione sono anche sviluppare i mezzi dedicati allo sport e mantenere, gestire e far funzionare le strutture necessarie per queste attività.
La JSA gestisce sussidiarie come la Kokugikan Service Company che si occupa degli aspetti economici, la Sumo School che organizzare la formazione e l'istruzione o il Sumo Museum per preservare gli archivi e i cimeli del sumo.
Sebbene tutte le figure professionali legate al mondo del Sumo - come i lottatori (力士?, rikishi) attivi, gli arbitri (行司?, gyōji), gli uscieri/annunciatori (呼出 o 呼び出し?, yobidashi) ed i parrucchieri (床山?, tokoyama) - siano sul libro paga dell'associazione, le posizioni di leadership sono riservate ai toshiyori (年寄?) - detti anche oyakata (親方?); i lottatori in pensione che durante la loro carriera abbiano raggiunto un grado sufficientemente alto sono le uniche persone ammissibile per questo ruolo. 

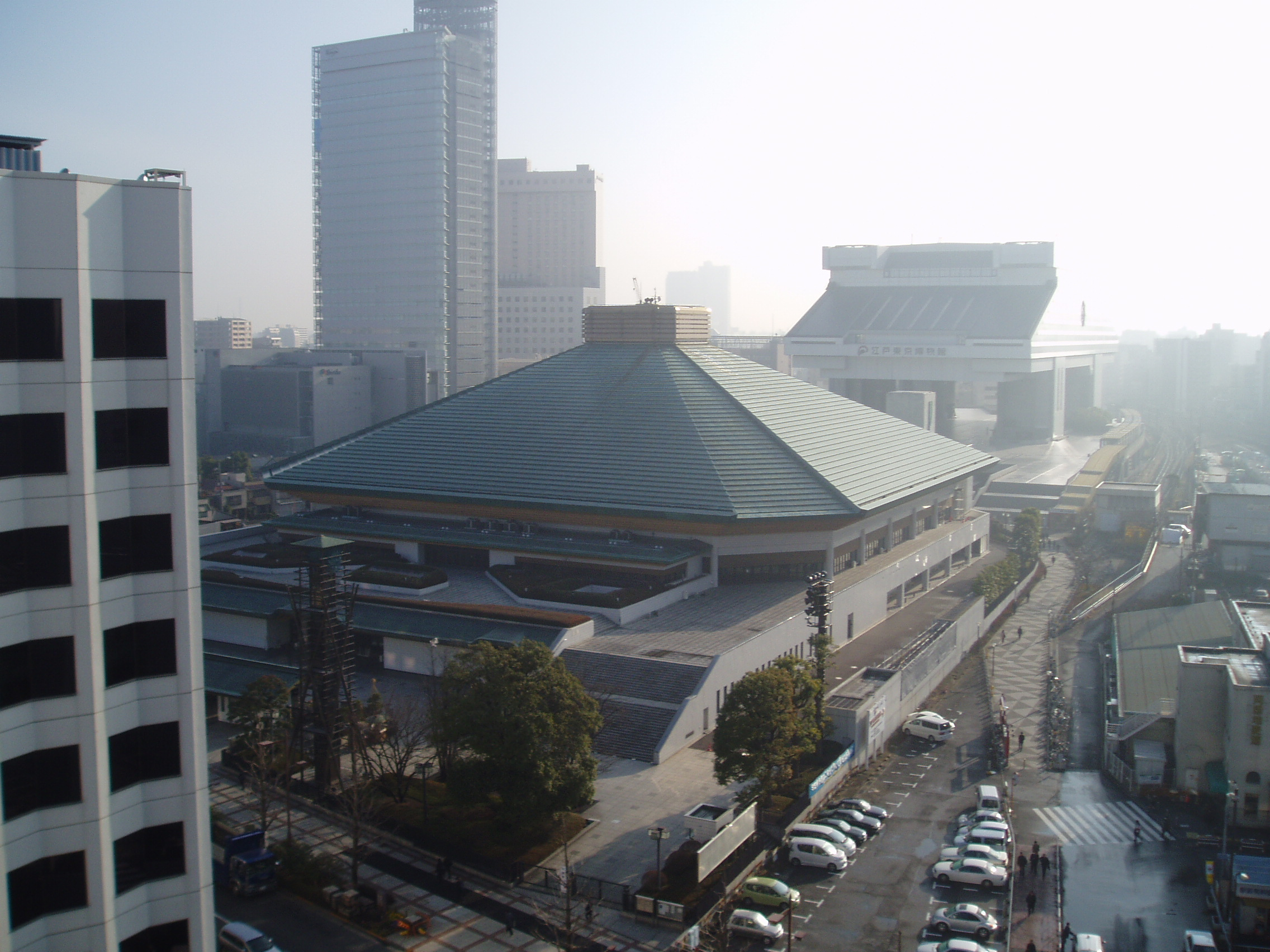
Il Ryōgoku Kokugikan, sede della JSA.

L'organizzazione, il cui nome completo ufficiale è Kōeki Zaidan Hōjin Nihon Sumō Kyōkai (公益財団法人日本相撲協会? "Public Interest Incorporated Foundation Japan Sumo Association"), ha la sua sede a Tokyo nell'arena Ryōgoku Kokugikan situata nel quartiere di Sumida. 
La cultura dell'associazione si basa sul rispetto della legge e della continuità delle tradizioni del Sumo, profondamente radicate nella storia del Giappone e nella religione shintoista.  Ha una reputazione di segretezza. In risposta a una serie di scandali, l'associazione ha implementato numerose riforme negli ultimi decenni.